# Kasumkent
Kasumkent (in russo Касумкент?; in lingua lesga: Кьасумхуьр) è un villaggio della Russia situato nel Daghestan. Appartiene al rajon Sulejman-Stal'skij di cui è il centro amministrativo.
Il villaggio si trova 185 km a sud di Machačkala, a 40 km da Derbent e a 25 km dal confine con l'Azerbaigian.